# Petr Vakoč
Petr Vakoč (Praag, 11 juli 1992) is een Tsjechisch wielrenner.

## Carrière
Vakoč begon op zijn tiende met fietsen. In de jeugdcategorieën kwam hij uit voor ASC Dukla Praha. In 2011 won hij tijdens zijn eerste seizoen bij de beloften al meteen de nationale titel in het tijdrijden. In 2013 kwam hij uit voor Etixx-iHNed, het continentale opleidingsteam van Omega Pharma-Quick-Step. Dat seizoen won hij het eindklassement Ronde van Slowakije, en werd hij tweede op het EK waar hij in eigen land de sprint verloor van Sean De Bie.
Sinds 2014 komt hij, net als Julian Alaphilippe, zijn oud-ploeggenoot bij Etixx-iHNed, uit voor Etixx-Quick Step. Nadat hij in zijn eerste seizoen zijn eerste World Tour-overwinning behaalde in de Ronde van Polen, veroverde hij in 2015 brons in de wegwedstrijd op de Europese Spelen en werd hij Tsjechisch kampioen op de weg.
In de wegwedstrijd op de Olympische Spelen in Rio de Janeiro eindigde Vakoč op plek 58, op twintig minuten van winnaar Greg Van Avermaet.
In januari 2018 werd Vakoč aangereden op training in Zuid-Afrika. Hij brak zes wervels en moest een jaar lang revalideren. Na zijn revalidatie geraakte hij niet meer aan zijn niveau van weleer en besloot na het seizoen 2021 te stoppen als wielrenner. Enkele maanden later kondigde hij aan toch door te gaan. Ditmaal wel met de focus op het Mountainbiken en het Gravelfietsen.

## Palmares

### Gravel
2023
UCI Gravel World Series Szklarska Poręba
UCI Gravel World Series Quattordio
2024
proloog Santa Vall
Eindklassement Santa Vall
The Traka 200
UCI Gravel World Series Quattordio
2025
4e etappe Sahara Gravel

### Wegwielrennen
2013 - 3 zeges
Eind- en jongerenklassement Ronde van Slowakije
4e etappe Ronde van Tsjechië
Puntenklassement Ronde van Tsjechië
GP Kralovehradeckeho kraje
2014 - 1 zege
2e etappe Ronde van Polen
2015 - 4 zeges
 Tsjechisch kampioen op de weg, Elite
1e etappe Ronde van Tsjechië (TTT)
Eindklassement Ronde van Tsjechië
Jongerenklassement Ronde van Poitou-Charentes
2e etappe Ronde van Groot-Brittannië
2016 - 3 zeges
Jongerenklassement Ronde van de Haut-Var
Jongerenklassement Ronde van de Provence
Classic Sud Ardèche
La Drôme Classic
Brabantse Pijl
2019 - 1 zege
2e etappe Hammer Stavanger

### Resultaten in voornaamste wegwedstrijden
| Jaar | Ronde van Italië | Ronde van Frankrijk | Ronde van Spanje |
| ---- | ---------------- | ------------------- | ---------------- |
| 2014 |                  |                     |                  |
| 2015 | 116e             |                     |                  |
| 2016 |                  | 118e                |                  |
| 2017 |                  |                     |                  |
| 2018 |                  |                     |                  |
| 2019 |                  |                     |                  |
| 2020 |                  |                     |                  |
| 2021 |                  | 118e                |                  |

| Jaar | Milaan-San Remo | Ronde van Vlaanderen | Amstel Gold Race | Luik-Bast.‑Luik | Ronde van Lombardije | Waalse Pijl | Brabantse Pijl | Strade Bianche |  | WK op de weg |  | Wereldranglijsten |
| ---- | --------------- | -------------------- | ---------------- | --------------- | -------------------- | ----------- | -------------- | -------------- |  | ------------ |  | ----------------- |
| 2014 |                 |                      |                  |                 |                      |             | 34e            |                |  | 29e          |  | 139e (UWT)        |
| 2015 |                 |                      | 50e              | 73e             | 53e                  | 122e        | 61e            |                |  | opgave       |  |                   |
| 2016 |                 |                      | 31e              | opgave          | 53e                  | 101e        | ↑              | 5e             |  |              |  | 170e (UWT)        |
| 2017 |                 |                      | 66e              | 148e            |                      | 126e        | ↑              | 27e            |  | opgave       |  | 88e (UWT)         |
| 2018 |                 |                      |                  |                 |                      |             |                |                |  |              |  |                   |
| 2019 |                 |                      | opgave           | 94e             | opgave               | 87e         | 27e            | 60e            |  | 46e          |  | 633e (UWR)        |
| 2020 |                 | 70e                  |                  | 39e             | 52e                  | 41e         | 39e            | opgave         |  |              |  |                   |
| 2021 | 132e            |                      |                  |                 | opgave               |             |                | 15e            |  | 32e          |  |                   |

## Ploegen
- 2011 –  ASC Dukla Praha
- 2013 –  Etixx-iHNed
- 2014 –  Omega Pharma-Quick-Step
- 2015 –  Etixx-Quick Step
- 2016 –  Etixx-Quick Step
- 2017 –  Quick-Step Floors
- 2018 –  Quick-Step Floors
- 2019 –  Deceuninck–Quick-Step
- 2020 –  Alpecin-Fenix
- 2021 –  Alpecin-Fenix